# رامون خواريز
رامون خواريز (بالإسبانية: Ramón Juárez)‏ هو لاعب كرة قدم مكسيكي، ولد في 9 مايو 2001. لعب مع نادي أمريكا.